# Inédito (álbum de Antônio Carlos Jobim)
Inédito (também conhecido como Tom Jobim Inédito e, originalmente, Tom Jobim em seu lançamento em 1987) é um álbum de estúdio do cantor e compositor brasileiro Tom Jobim, encomendado pelo conglomerado empresarial brasileiro Odebrecht, entregue como brinde pela empresa no Natal de 1987, ano do 60° aniversário de Jobim. O álbum foi lançado ao público em 1995, ano seguinte a morte de Jobim, e lançado nos Estados Unidos sob o título de The Unknown em 2006.
O álbum é uma retrospectiva da carreira de Jobim, trazendo diversas de suas canções mais famosas acompanhadas de material menos conhecido nunca antes gravado. Posteriormente, Jobim afirmou que Inédito foi o álbum que mais se divertiu ao gravar e um dos melhores trabalhos de sua carreira.

## Antecedentes
Para marcar a celebração do 60° aniversário de Jobim, em 1987 a Odebrecht encomendou a Tom um álbum em versão limitada, dando a ele controle financeiro e artístico. O projeto foi supervisionado por Vera de Alencar, amiga de Jobim e a museologista responsável por seu arquivo musical, e Jairo Severiano, historiador da música brasileira.Jobim trabalhou simultaneamente nas gravações de Inédito e Passarim, que foi seu primeiro álbum em sete anos. Quatro mil cópias das gravações privadas foram entregues a escolas, livrarias, museus e clientes da Odebrecht. Um ano depois da morte de Jobim, sua família entrou em acordo com o conglomerado para lançar o álbum para o público geral através da BMG.

## Gravação
Como parte do acordo para fazer o álbum, Jobim  estipulou que as gravações deveriam ocorrer em sua casa no bairro do Jardim Botânico, no Rio de Janeiro. Sua sala onde encontrava-se o piano foi convertida em estúdio, com Carlos de Andrade servindo como engenheiro de som. As faixas foram gravadas entre 13 de maio e 30 de agosto de 1987.
"Nós começávamos por volta das onze da noite", relembra Severiano, "quando não tinha mais movimento nas ruas e o perigo de vazar ruído, e terminávamos não antes das duas da manhã". Jobim adiciona: "nesta minha casa, ouve-se um sapo a 200 metros de distância".
Para o instrumental, Jobim confiou na Banda Nova, seu grupo de turnê e gravação que incluía amigos próximos e familiares, como sua esposa Ana Jobim, sua filha Elizabeth Jobim e seu filho Paulo Jobim, juntos de Jaques Morelenbaum  e a Paula Morelenbaum, além de Danilo Caymmi e sua esposa, Simone.
“Gravamos com total tranquilidade, sem as habituais pressões da indústria”, disse Paulo Jobim.

## Recepção crítica
Inédito recebeu unanimemente avaliações positivas quando foi lançado ao público geral.
O The Daily Telegraph aclamou o álbum como "uma jóia perdida pelo melhor compositor brasileiro" e o crítico Mark Hudson escreveu em sua análise que "o relançamento de um extraordinário, ainda pouco conhecido álbum dos anos de crepúsculo de Jobim lança nova luz sobre esta fascinante figura e por toda a bossa nova."
Hudson elogiou o "fabuloso alcance" de Inédito, mostrando a faixa de gêneros musicais e artistas que influenciaram o trabalho de Jobim, como o West Coast jazz, o modernismo europeu, o compositor francês Claude Debussy e o compositor brasileiro Pixinguinha. "Você tem uma noção dessa rica mistura de influências em Inedito.  O toque de sereia das vozes femininas traz uma sensação de exaltação com ecos de cantos religiosos africanos, da liturgia católica e das texturas fugidias que alimentaram a música brasileira.  E ainda assim um elemento kitsch nunca sai de cena. […] Apesar de toda a sofisticação de sua visão musical, Jobim é um compositor popular, que nunca perde de vista a origem de sua música nos bares e festas nas praias do Rio.  Tal como o seu contemporâneo Burt Bacharach, ele faz coisas extraordinárias com a melodia, ao mesmo tempo que se certifica de dar ao homem da rua uma recompensa emocional facilmente digerida.  É essa mistura complexa do alto e do baixo, do refinado e do levemente bobo, que faz de Jobim e da própria bossa nova um fenômeno tão atraente."
John Lannert da Billboard chamou o álbum de "uma obra-prima crítica", enquanto o The Wall Street Journal referiu-se a Inédito como uma "joia totalmente realizada […] As canções aceleradas são redefinidas com amor […] e as explorações das obras mais taciturnas e sombrias de Jobim são surpreendentemente eficazes. ‘The Unknown’ captura a amplitude e profundidade da notável obra de Jobim, que continua sendo a fonte de um movimento musical próspero."
Em sua crítica de Inedito no AllMusic, Richard Ginell diz que "o sentimento de saudade está no centro do presente de aniversário de Jobim para si mesmo - ele disse mais tarde que este era seu álbum favorito - e todos os seus conhecedores deveriam tentar caçá-lo."

## Lista de faixas
Todas as músicas compostas por Tom Jobim, exceto "Modinha (Seresta n° 5)", composta por Heitor Villa-Lobos e Manuel Bandeira. Compositores adicionais indicados.
| Inédito        |                             |                             |         |  |
| N.º            | Título                      | Compositor(es)              | Duração |  |
| 1.             | "Wave"                      |                             | 2:48    |  |
| 2.             | "Chega de Saudade"          | V. de Moraes                | 3:49    |  |
| 3.             | "Sabiá"                     | C. Buarque                  | 3:19    |  |
| 4.             | "Samba do Avião"            |                             | 3:24    |  |
| 5.             | "Garota de Ipanema"         | V. de Moraes                | 4:02    |  |
| 6.             | "Retrato em Branco e Preto" | C. Buarque                  | 2:05    |  |
| 7.             | "Modinha (Seresta n˚ 5)"    | H. Villa-Lobos, M. Bandeira | 2:54    |  |
| 8.             | "Modinha"                   | V. de Moraes                | 2:15    |  |
| 9.             | "Canta, Canta Mais"         | V. de Moraes                | 3:59    |  |
| 10.            | "Eu Não Existo Sem Você"    | V. de Moraes                | 2:44    |  |
| 11.            | "Por Causa de Você"         | D. Duran                    | 2:24    |  |
| 12.            | "Sucedeu Assim"             | M. Pinto                    | 2:31    |  |
| 13.            | "Imagina"                   | C. Buarque                  | 1:52    |  |
| 14.            | "Eu Sei que Vou Te Amar"    | V. de Moraes                | 1:51    |  |
| 15.            | "Canção do Amor Demais"     | V. de Moraes                | 1:42    |  |
| 16.            | "Falando de Amor"           |                             | 3:53    |  |
| 17.            | "Inútil Paisagem"           | A. de Oliveira              | 2:48    |  |
| 18.            | "Derradeira Primavera"      | V. de Moraes                | 2:16    |  |
| 19.            | "Canção em Modo Menor"      | V. de Moraes                | 2:20    |  |
| 20.            | "Estrada do Sol"            | D. Duran                    | 3:12    |  |
| 21.            | "Águas de Março"            |                             | 3:36    |  |
| 22.            | "Samba de Uma Nota Só"      | N. Mendonça                 | 3:00    |  |
| 23.            | "Desafinado"                | N. Mendonça                 | 2:55    |  |
| 24.            | "A Felicidade"              | V. de Moraes                | 3:51    |  |
| Duração total: | Duração total:              | Duração total:              | 69:15   |  |

## Pessoal
Músicos
- Antônio Carlos Jobim - piano (todas as faixas), vocais (2-5, 10, 12, 14, 19, 21-23), suporte vocal (9), arranjo
- Paulo Jobim - violão (1-5, 9, 16, 20-24), arranjo
- Jaques Morelenbaum - violoncelo (1-6, 9-10, 16, 18, 21-24), arranjo
- Danilo Caymmi - flauta (1, 3-5, 11, 16, 18, 20-24), vocais (4-5, 7-8, 16, 23-24), suporte vocal (2-5, 9, 18, 24)
- Sebastião Neto - baixo (1-5, 9, 11, 16, 18, 20-24)
- Paulo Braga - bateria (1-5, 16, 20-21, 23-24)
- David Sacks - trombone (1-2, 4, 16)
- Paula Morelenbaum - vocais (6, 9, 11, 15, 20), suporte vocal (2-5, 18, 21-24)
- Ana Lontra Jobim - vocais (6, 10, 20), suporte vocal (2-5, 9, 18, 21-24)
- Elizabeth Jobim - vocais (6, 9, 20), suporte vocal (2-5, 18, 21-24)
- Maúcha Adnet - vocais (6, 17, 20), suporte vocal (2-5, 9, 18, 21-24)
- Simone Caymmi - vocais (6, 16, 20), suporte vocal (2-5, 9, 18, 21-24)
- Orquestra de cordas (11, 15, 19, 24)

Técnico
- Vera de Alencar - produção fonográfica
- Jairo Severiano - produção fonográfica
- Jaques Morelenbaum - produção musical
- Paulo Jobim - produção musical
- Carlos de Andrade - engenheiro de gravação
- Elizabeth Jobim - arte de capa
- Ana Jobim - fotografias